# Еко-етно комплекс „Капетан-Мишин брег”
Еко-етно комплекс „Капетан Мишин брег”, назван по великом српском добротвору, налази се на неколико километра од Доњег Милановца, у средишњем делу Ђердапске клисуре.
Удаљен је 184 km од Београда и 6 km од Доњег Милановца, смештен је на узвишењу изнад десне обале Дунава, са којег се пружа поглед на Дунав и Доњи Милановац. У оквиру домаћинства се налазе две куће са собама за смештај гостију, као и простор за камповање. Ту се налази музеј вина, отворен 2013. године и јединствена галерија под отвореним небом „Човек, дрво, вода” која представља збирку скулптура прављених од дрвета и камена, аутора Живорада Стефановића, човека који заједно са супругом Душанком води ово домаћинство.
Из „Капетан Мишиног брега” могу се посетити Рајкова пећина, археолошко налазиште Лепенски Вир, национални парк Ђердап, Голубачку тврђаву, кањон Вратне.